# دنیل مسگیش
دنیل مسگیش (فرانسوی: Daniel Mesguich‎؛ زادهٔ ۱۵ ژوئیهٔ ۱۹۵۲) بازیگر و کارگردان تئاتر و اپرا و استاد بازیگری تئاتر اهل فرانسه است. وی از سال ۱۹۷۴ میلادی تاکنون مشغول فعالیت بوده‌است.
از فیلم‌ها یا برنامه‌های تلویزیونی که وی در آن نقش داشته‌است می‌توان به تفنگدار، عشق در گریز، مولیر، طلاق، جفرسون در پاریس، کوارتت، و سرمایه اشاره کرد.
وی همچنین برندهٔ جوایزی همچون لژیون دونور (شوالیه) شده‌است.